# Bir Taleb
Bir Taleb (àrab بير الطالب) és una comuna rural de la província de Sidi Kacem de la regió de Rabat-Salé-Kenitra. Segons el cens de 2014 tenia una població total de 11.370 persones.